# Seconds (película de 1966)
Seconds (Plan diabólico en España y El otro Sr. Hamilton en Hispanoamérica) es una película estadounidense de 1966 de los géneros de thriller psicológico, drama y ciencia ficción dirigida por John Frankenheimer, basada en la novela homónima escrita por David Ely. Está protagonizada por Rock Hudson, Salome Jens y John Randolph.
La película en su momento fue atacada por la crítica y no funcionó bien en taquilla, pero con el tiempo se ha convertido en un film de culto, y una de las más reconocidas de su director John Frankenheimer.

## Sinopsis
La película es una mezcla expresionista de horror, thriller y ciencia ficción sobre la obsesión con la juventud eterna y la fe extraviada en la capacidad de la ciencia médica para lograrlo.
Arthur Hamilton (John Randolph) es un hombre de mediana edad cuya vida ha perdido el propósito. Ha logrado el éxito en su carrera, pero lo encuentra insatisfactorio. Su amor por su esposa desde hace muchos años ha disminuido. Su única hija está casada y rara vez la ve. A través de un amigo, un hombre que él pensaba estaba muerto, Hamilton es abordado por una organización secreta, conocida simplemente como "La Compañía", que le ofrece una nueva vida con un nuevo rostro y estilo de vida.
La compañía proporciona a Hamilton la identidad de Antiochus Wilson (Rock Hudson), un pintor joven establecido, tras cirugía estética experimental. Es reubicado a una comunidad de playa hedonista en California, llena de personas que como él son «renacidos». Eventualmente, Hamilton decide que la nueva vida no es lo que él quería.

## Reparto
- Rock Hudson – Antiochus "Tony" Wilson
- Salome Jens – Nora Marcus
- John Randolph – Arthur Hamilton
- Will Geer – un hombre viejo
- Jeff Corey – Mr. Ruby
- Richard Anderson – Dr. Innes
- Murray Hamilton – Charlie Evans
- Karl Swenson – Dr. Morris
- Khigh Dhiegh – Davalo
- Frances Reid – Emily Hamilton
- Wesley Addy – John
- John Lawrence – un tejano
- Elisabeth Fraser – una rubia entrada en carnes
- Dodie Heath – Sue Bushman
- Robert Brubaker – Mayberry
- Barbara Werle – la secretaria
- Tina Scala - la joven que pisa las uvas en la escena de la fiesta

## Premios y candidaturas
- 1966: Candidato a mejor fotografía (Blanco & Negro) - Premios Óscar (James Wong Howe)[5]
- 1966: Candidato a la Palma de Oro - Festival de Cannes (John Frankenheimer)[6]